# Andrés Cardó Franco
Andrés Alfonso Cardó Franco (Sullana, 17 de marzo de 1932) es un educador y político peruano. Fue senador de la república en el disuelto periodo 1990-1992 y ministro de Educación durante el segundo gobierno de Fernando Belaúnde Terry, desde 1984 hasta 1985.

## Biografía
Andrés Cardó nació en la ciudad de Sullana, ubicada en el departamento de Piura en Perú, el 17 de marzo de 1932. 
Estudió la primaria y la secundaria en el Colegio Santa Rosa de los Hermanos Maristas, ubicado en su natal Sullana. Luego se trasladó a la ciudad de Lima e ingresó a la Pontificia Universidad Católica del Perú, donde se graduó como profesor de Filosofía y Ciencias Sociales, así como doctor en Educación.
Está casado con la señora Delicia Soria Montalván y es padre de cinco hijos.

## Trayectoria profesional
En su trayectoria profesional ha desempeñado los cargos de coordinador del Plan de Desarrollo Comunal de Selva en 1957, supervisor Escolar de Educación en la región Loreto en 1960, director regional de Educación en Iquitos (1963-1965), director general de Educación (1965-1968), director de la Oficina Sectorial de Planificación (1969-1976).
Fue miembro del Consejo Directivo del Instituto Internacional de la UNESCO, miembro del Comité Técnico de Asesoramiento de la Oficina Iberoamericana de Educación (OFI); y consultor de la UNESCO y del Banco Mundial.

## Trayectoria política
Como político, Andrés Cardó incursiona como miembro de Acción Popular, partido político fundado por Fernando Belaúnde Terry en el año 1956.
Durante el gobierno militar de Francisco Morales Bermúdez, ejerció como viceministro de Educación desde 1976 hasta 1978, siendo ministros el militar Otto Eléspuru Revoredo y José Guabloche Rodríguez. Luego en el año 1980, vuelve a ser designado en el segundo gobierno de Fernando Belaúnde Terry, permaneciendo hasta el año 1984.

### Ministro de Educación
El 12 de octubre de 1984, Andrés Cardó fue juramentado por el presidente Belaúnde como su nuevo ministro de Educación, en reemplazo del renunciante Valentín Paniagua y formando parte del gabinete ministerial encabezado por Luis Pércovich Roca.
Como ministro, creó el Programa Nacional de Psicopedagogía destinado a mejorar la calidad de la educación peruana, con el fin de realizar investigaciones científicas en torno del educando peruano en coordinación con las universidades. En su período, se logró la aprobación del Congreso de la República de la Ley del Magisterio, la Ley de Protección del Patrimonio Nacional y la Ley del Deporte.
Cardó permaneció en el cargo hasta el final del gobierno el 28 de julio de 1985 y fue reemplazado por Grover Pango Vildoso en el primer gobierno de Alan García.

### Senador
En las elecciones generales del año 1990, Andrés Cardó decidió participar por primera vez en la política como candidato al Senado por el Frente Democrático, coalición política liderada por Mario Vargas Llosa, y fue la cuota de Acción Popular en la lista de candidatos para las elecciones parlamentarias, la cual tuvo éxito al ser resultar elegido y fue juramentado para el periodo 1990-1995.
Como parlamentario ejerció como bibliotecario de la Mesa Directiva del Senado presidida por Felipe Osteriling y miembro de la Comisión de Salud en el lapso 1991-1992. Sin embargo, sus cargos fueron disuelto tras el autogolpe de estado de ese mismo año decretado por el presidente Alberto Fujimori, donde formó parte de la oposición al gobierno.
Actualmente es director del curso de posgrado de Audición-Lenguaje y Problemas de Aprendizaje en la Universidad Católica, así como vicepresidente del Foro Educativo.

## Reconocimientos
- Medalla de Oro de la Educación Iberoamericana (Madrid 1983)
- Palmas Magisteriales del Perú
- Orden Venezolana "Andrés Bello"
- Orden Nacional de la Educación Colombiana de "Miguel Antonio Caro"
- Cruz Peruana al Mérito Naval
- Pontificia de San Silvestre Papa
- Grado de Caballero
- Gran Orden Boliviana de la Educación
- Cruz Peruana al Mérito Aeronáutico
- Está casado con la señora Delicia Soria Montalván y es padre de cinco hijos.